# Sphenella marginata
Sphenella marginata ist eine Fliege aus der Familie der Bohrfliegen (Tephritidae). Die Erstbeschreibung der Art im Jahr 1814 als Tephritis marginata geht auf den schwedischen Entomologen Fallén zurück. Im deutschen Sprachraum findet man die Bezeichnung „Gebänderte Kreuzkraut-Bohrfliege“.

## Taxonomie
Sphenella marginata gehört zur gleichnamigen Artengruppe innerhalb der Tribus Tephritini und Unterfamilie Tephritinae.

## Merkmale
Die Bohrfliegen erreichen eine Körperlänge von 3 bis 3,7 Millimetern. Kopf und Schildchen (Scutellum) sind gelb bis hellbraun gefärbt. Mesonotum und Hinterleib sind beige gefärbt. Die Beine sind gelbrot gefärbt. Die Weibchen besitzen einen schwarzen Legebohrer (Ovipositor). Die Flügel weisen eine artspezifische Farbmusterung auf. Etwa auf Zweidrittellänge verläuft ein breites dunkelbraunes Querband. An der Flügelspitze befindet sich ein größerer dunkelbrauner Fleck. Am Flügelvorderrand befindet sich in direkter Nachbarschaft ein weiterer dunkelbrauner Randfleck. Weitere dunkelbraune Flecke befinden sich entlang dem Vorderrand zwischen Flügelbasis und dem Querband.

## Verbreitung
Sphenella marginata ist in Europa weit verbreitet. Ihr Vorkommen reicht im Norden bis nach Skandinavien und auf die Britischen Inseln. Im Süden reicht das Vorkommen bis in den Mittelmeerraum (Spanien, Ägypten). Im Osten reicht das Vorkommen nach Westsibirien, nach Afghanistan und in den Iran. Ferner gibt es Funde auf den Kanarischen Inseln und in Südafrika.

## Lebensweise
Die Larven der oligophagen Bohrfliegen-Art entwickeln sich in Greiskräutern (im weiteren Sinne), in den Gattungen Jacobaea, Senecio und Tephroseris. Bekannte Wirtsarten sind u. a. das Alpen-Greiskraut (Jacobaea alpina), das Raukenblättrige Greiskraut (Senecio erucifolius), das Jakobs-Greiskraut (Jacobaea vulgaris), das Felsen-Greiskraut (Senecio squalidus rupestris), das Klebrige Greiskraut (Senecio viscosus), das Gewöhnliche Greiskraut (Senecio vulgaris) und das Krause Greiskraut (Tephroseris crispa). Die Larven entwickeln sich in einer Galle im Blütenkopf ihrer Wirtspflanze. Dadurch verbreitert sich der Blütenkopf an der Basis, so dass dieser kegelförmig erscheint. Die Larven verpuppen sich schließlich im Blütenkopf. Die Fliegen beobachtet man in den Sommermonaten von Juni bis September.

## Bilder

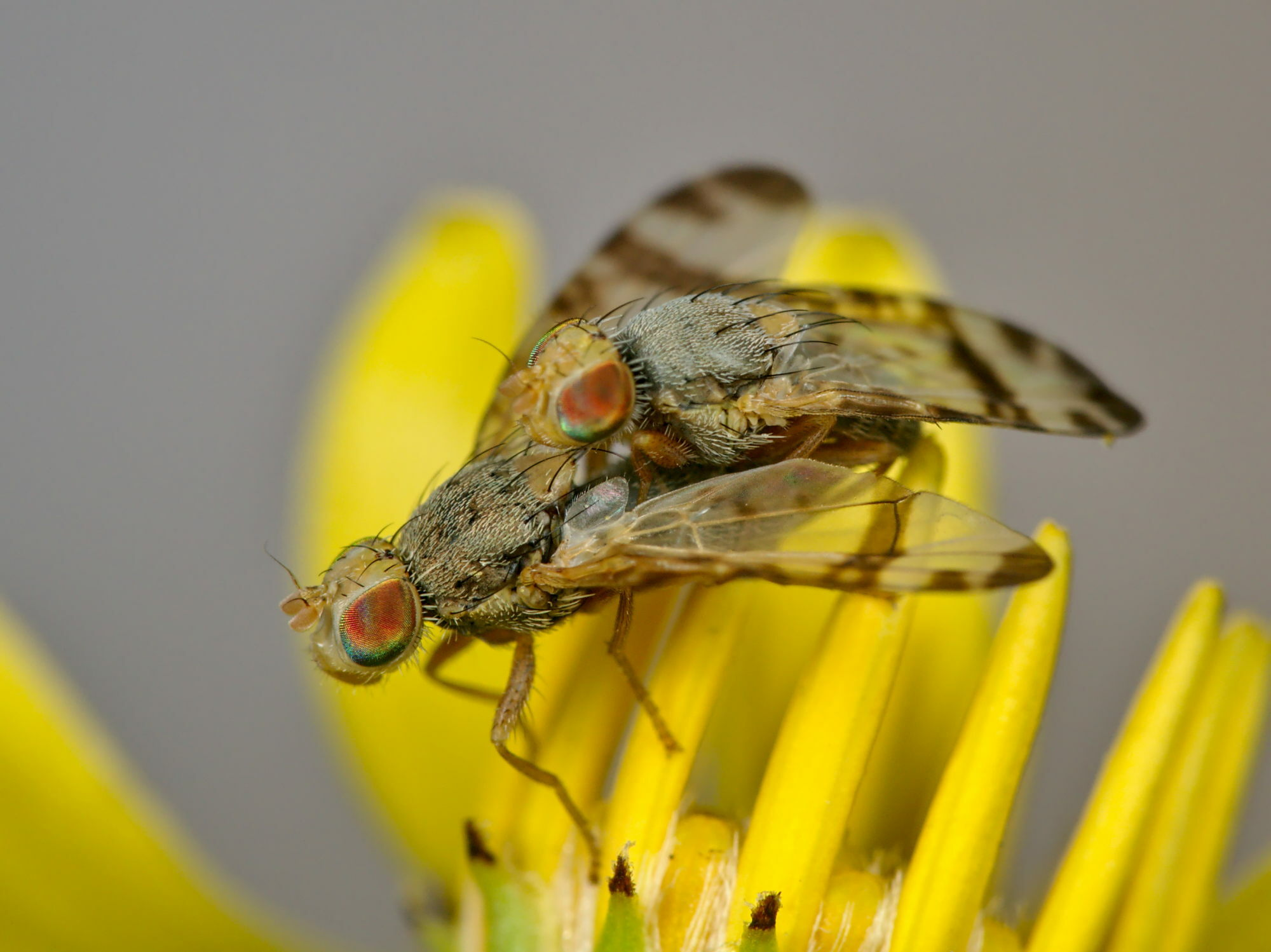
Paarung
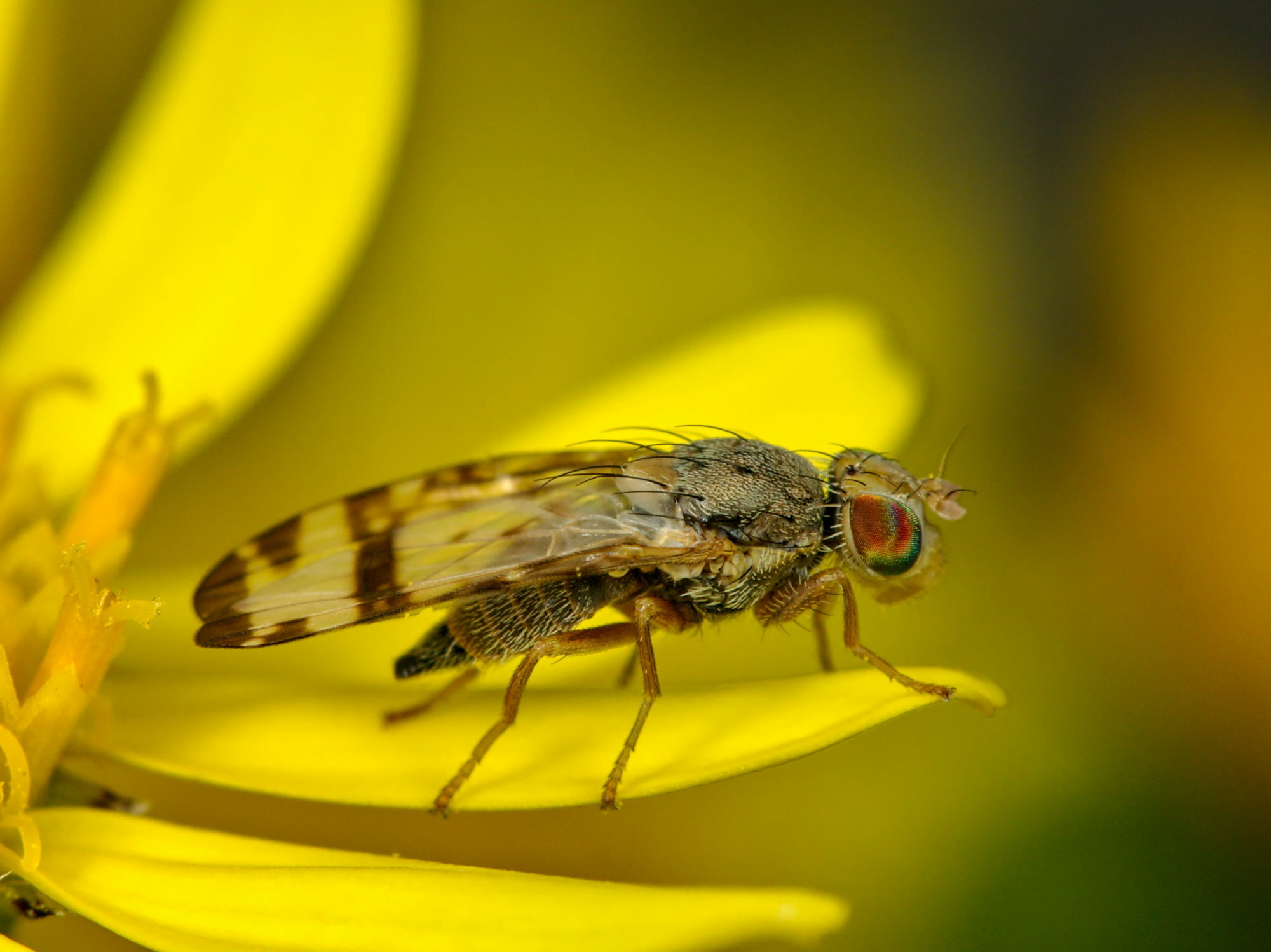
♀ Seitenansicht
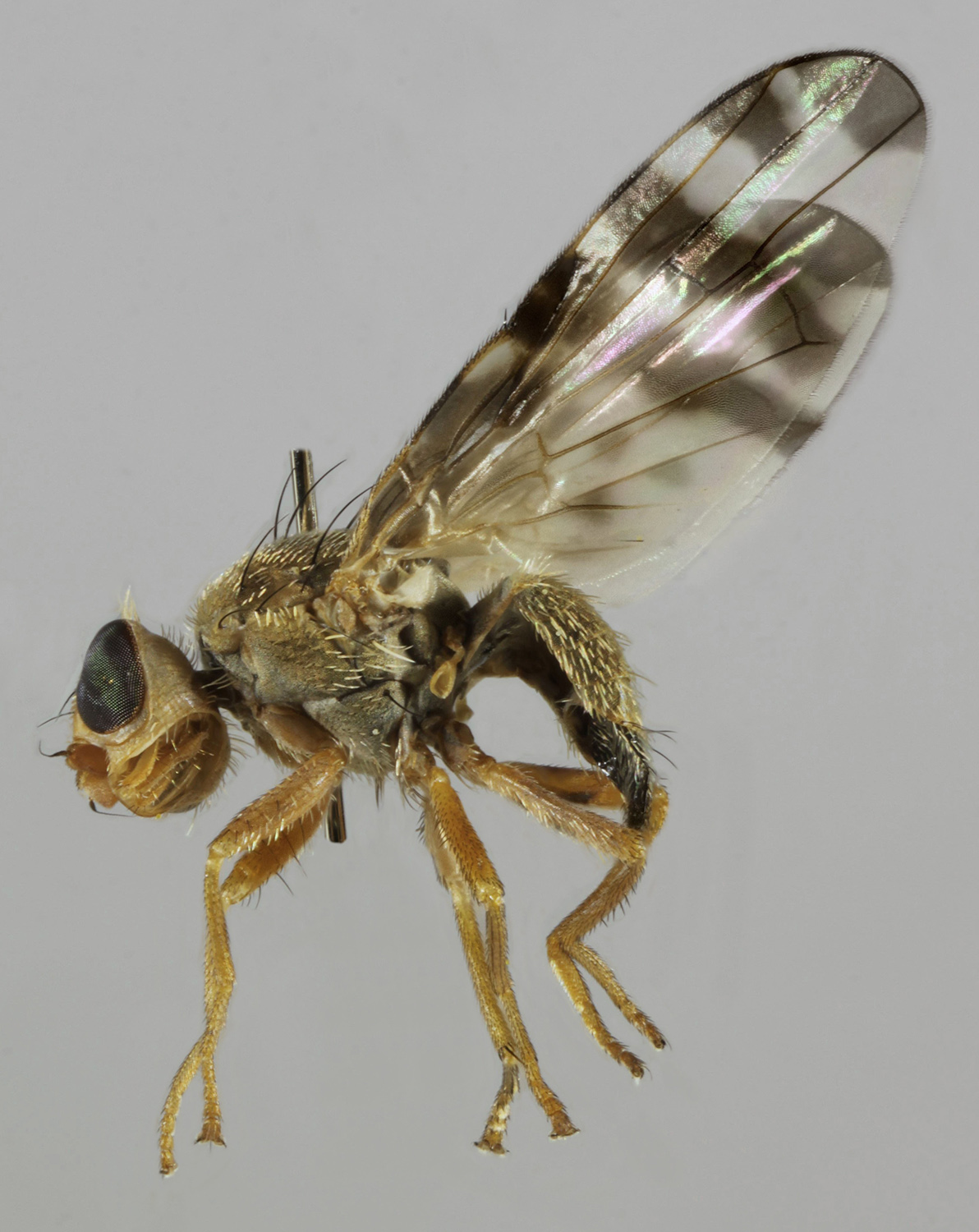
Präparat
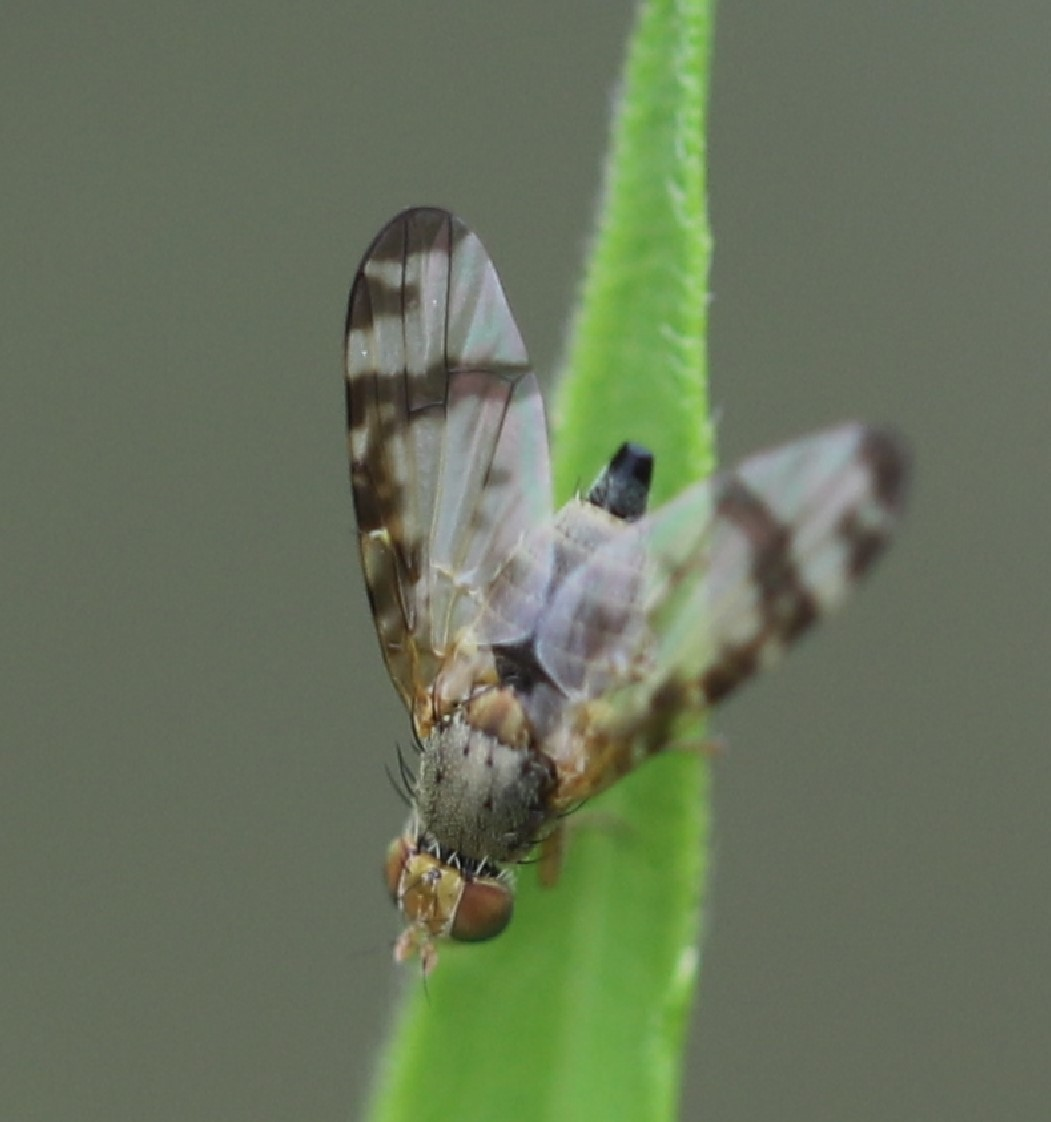
♀ an Kanadischer Goldrute